# إيدا نيغري
إيدا نيغري (بالإنجليزية: Ada Negri) (3 فبراير 1870، لودي في إيطاليا - 11 يناير 1945، ميلانو في إيطاليا)؛ كاتِبة وشاعرة .

## روابط خارجية
- إيدا نيغري على موقع ميوزك برينز (الإنجليزية)
- إيدا نيغري على موقع ديسكوغز (الإنجليزية)